# USS Lester (DE-1022)
El USS Lester (DE-1022) fue uno de los quince destructores de escolta clase Dealey construidos para la Armada de los Estados Unidos a mediados de la década de 1950.

## Construcción y características
Se puso la quilla el 2 de septiembre de 1954 en el Defoe Shipbuilding Company de Bay City, Míchigan. El buque fue bautizado USS Lester, en honor al aprendiz de hospital de primera clase Fred Faulkner Lester, quien falleciera durante la batalla de Okinawa el 8 de junio de 1945. La botadura se llevó a cabo el 5 de enero de 1956 siendo su madrina Fred W. Lester, madre de Fred. Fue comisionado con la Armada de los Estados Unidos el 14 de junio de 1957.
El destructor desplazaba 1314 t con carga ligera, y 1877 t con carga plena. Su eslora medía 93,9 m, su manga 11,2 m y su calado 3,6 m.
Su sistema se propulsión se componía por una turbina y dos calderas. Con 20 000 shp de potencia, permitían al buque desarrollar una velocidad de 27 nudos. Podía hacer 6000 mn a 12 nudos.
Como armamento, equipaba cuatro cañones de calibre 76 mm, un squid y seis tubos lanzatorpedos Mark 32 de calibre 324 mm.

## Servicio
Tras el viaje de pruebas, el USS Lester arribó a Newport, Rhode Island, justo antes de la Navidad de 1957, uniéndose al Escort Squadron 14. Entrenó en las afueras de Nueva Inglaterra hasta el 8 de febrero de 1958 y luego participó de un convoy y ejercicios antisubmarinos en la costa de Florida. El 17 de febrero, marchó desde Savannah, Georgia, para rescatar los sobrevivientes del hundimiento del barco italiano Bonitoz. El 12 de mayo, zarpó hacia el mar Mediterráneo con unidades de los Escort Squadrons 10 y 14, además del portaviones USS Wasp. Arribó a Gibraltar el 21 de mayo uniéndose a la Sexta Flota. El Lester cumplió patrulla y otras tareas en apoyo a las operaciones de la flota, que desplegó en el Mediterráneo por la crisis del Líbano.
El USS Lester abandonó Gibraltar el 29 de septiembre de 1958 arribando a Newport el 7 de octubre. Durante los siguientes tres meses, participó de tres prácticas antisubmarinas con el Task Group Charlie, una fuerza de profesionales expertos en técnicas antisubmarinas que tenían la misión de mejorar las tácticas y doctrinas de convoyes y defensas antisubmarinas.
El 6 de febrero de 1959, el Lester partió a la base norteamericana de la colonia inglesa de Trinidad y Tobago (actual Trinidad y Tobago) para unirse a la Task Force 86. Zarpó de Trinidad el 21 de febrero en una combinación de entrenamiento antisubmarino y viaje de buena voluntad por América Latina. Este crucero tenía el objeto de transmitir experiencias a las cuatro naciones sudamericanas del este de Sudamérica. El Lester regresó a Newport el 5 de mayo y luego procedió hacia Boston para una restauración. Retornó al servicio en septiembre y zarpó el día 11 para entrenamientos en la bahía de Guantánamo. Durante este período, el buque navegó junto a barcos de las armadas británica, holandesa y griega. El 20 de octubre, volvió a Newport para una nueva práctica junto a la Task Force Charlie.
En enero de 1960, el USS Lester participó de la Operación Springboard en el Caribe. En los meses subsiguientes, se dedicó a integrar convoyes y desarrollar tácticas antisubmarinas en forma individual. En septiembre y octubre, el buque marchó al norte de Europa para tomar parte en un ejercicio de convoy de la OTAN. Después, regresó a Newport. Tras una breve operación en el Atlántico Norte, entró en el Boston Naval Shipyard para una restauración de septiembre a noviembre. Luego, partió a Guantánamo para un entrenamiento de actualización.
Durante los siguientes dos años, continuó haciendo las mismas acciones. Participó del operativo UNITAS III, practicando técnicas antisubmarinas con marinas de guerra sudamericanas. Zarpando el 16 de agosto de 1962, navegó 18 000 mi y recibió más de 20 000 visitantes. Luego, el Lester reingresó al Boston Navy Yard para una modificación mayor tendiente a mejorar sus capacidades antisubmarinas.
Volvió de nuevo a navegar el 22 de enero de 1964. Estuvo en un operativo combinado estadounidense-canadiense en mayo. Luego, fue asignado al Escort Squadron 8 y tomó parte en otra práctica. En enero de 1965, partió a Cayo Hueso para apoyar la Fleet Sonar School. Regresando a Newport, el 16 de marzo, participó en otro operativo Springboard. En el siguiente mes, intervino en un nuevo ejercicio canadiense-estadounidense en mayo. En junio, participó de la Operación Pole Star. Después, ingresó al Boston Naval Shipyard para reparaciones. El 25 de noviembre, recaló en Newport.
El 31 de enero de 1966, el USS Lester inició una participación de siete meses en el Destroyer Escort Petty Officer Training Program, para dictar un curso a más de cien militares. En el mes de junio, realizó una demostración de capacidades ante cadetes de la Academia Militar de los Estados Unidos en West Point, estado de Nueva York. El 15 de octubre, entró en reparaciones.
La restauración finalizó el 24 de enero de 1967. Primero, operó localmente y luego salió hacia el sur. Funcionó como Sonar School Ship (buque escuela de sonar) en Cayo Hueso. Después, realizó un entrenamiento de actualización en Guantánamo. El 29 de mayo, desplegó al norte de Europa y el Mediterráneo. Regresó a su base en septiembre y permaneció allí durante el resto del año. Entre febrero y junio de 1968, realizó otro viaje a Europa.
La Armada de los Estados Unidos dio de baja al USS Lester el 14 de diciembre de 1973. Luego, vendió el buque a Union Minerals and Alloys Corp. de Nueva York el 18 de junio de 1974.